# Docklands Stadium
Het Docklands Stadium (ook Marvel Stadium) is een multifunctioneel stadion in Melbourne, een stad in Australië. In het stadion is plaats voor 56.347 toeschouwers. Er ligt een grasveld in het stadion van 159.5 bij 128.8 meter.

## Naam
Het stadion heet officieel het Marvel Stadium, vanwege de sponsor. In de loop van de jaren is het verschillende keren van namen veranderd. De veelgebruikte bijnaam van het stadion is Docklands Stadium, die naam komt van de wijk waar het stadion ligt, namelijk Docklands. Eerdere namen van het stadion waren tussen 2000 en 2002 het Colonial Stadium, tussen 2002 en 2009 het Telstra Dome en tussen 2009 en 2018 het Etihad Stadium.

## Bouw
In 1996 werd bekendgemaakt dat er een stadion gebouwd zou worden in het centrum van de wijk Docklands. Het bouwen startte in 1997 en duurde tot de opening op 9 maart 2000. De bouw van het stadion kostte ongeveer $460 miljoen Australische Dollar. Bij de bouw was Daryl Jackson, een Australisch architect en HOK Sport betrokken. Het stadion is zo gebouwd dat het dak dicht kan.

## Gebruik
Het stadion wordt vooral gebruikt voor Australian football, maar ook voor cricket- en voetbalwedstrijden. De Australian footballclubs Essendon Football Club, St Kilda Football Club, Western Bulldogs, North Melbourne Football Club en Carlton Football Club maken er gebruik van. Ook de cricketclub Melbourne Renegades, de rugbyclub Melbourne Storm en de voetbalclub Melbourne Victory maken of maakten gebruik van dit stadion. Er vinden ook wel eens concerten plaats.
Het werd gebruikt voor het wereldkampioenschap rugby 2003. Er werden toen 5 groepswedstrijden en de kwartfinale tussen Nieuw-Zeeland en Zuid-Afrika. Ook werden er wedstrijden gespeeld op de Gemenebestspelen van 2006.

## Afbeeldingen
| | |
| Bouw van het stadion. De foto werd gemaakt in december 1998 tijdens de bouw van het stadion. De bouw begon in 1997 en duurde tot de opening in maart 2000. | Binnenkant van het stadion. Een panoramafoto van de binnenkant van het stadion. Tijdens de wedstrijd tussen Collingwood en Port Adelaide. Het dak is gesloten.          |
| | |
| Buitenkant van het stadion. Deze foto werd gemaakt in februari 2019.                                                                                       | Naamsverandering. Op deze foto is te zien hoe stadion van naam veranderd. De foto komt uit 2018. Het stadion heette Etihad Stadium en werd veranderd in Marvel Stadium. |